# Тлумач (річка)
Тлу́мач (пол. Tłumacz) — річка в Україні, в межах Тлумацького району Івано-Франківської області. Права притока Дністра (басейн Чорного моря).

## Опис
Довжина 35 км, площа водозбірного басейну 254 км². Похил річки 5,7 м/км. Річкова долина V-подібна, завширшки від 0,3 до 1 км. Заплава завширшки 50—300 м. Річище звивисте, завширшки 6—7 м, завглибшки до 1,2 м (біля гирла); є меандри. Використовується на побутові потреби.
Сучасну маловодність пов'язують зі знищенням лісів у басейні річки і господарською діяльністю — ставки в селі Мельниках і загати в Палагичах.

## Розташування

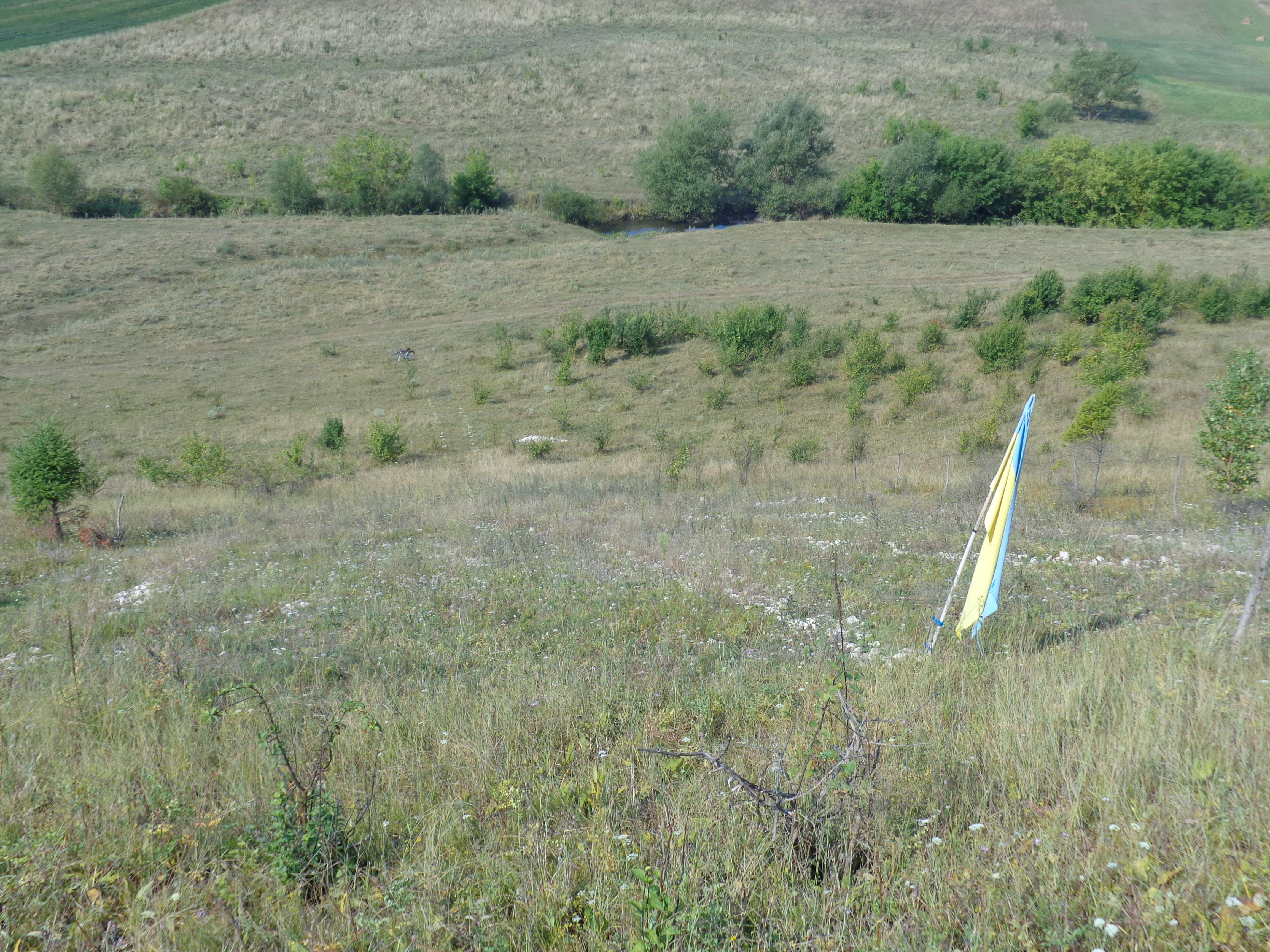
Річка Тлумач нижче Остринського тризуба

Бере початок на південно-східній околиці села Гостів. Тече переважно на північний схід і впадає до Дністра на схід від села Нижнів.

## Притоки
- Дустрів, Млинівка (праві); Хруст, Бжезіна (ліві).

## Населені пункти
Села, селища та міста над річкою (від витоків до гирла): Тлумач, Гончарівка, Локітка, Палагичі, Остриня, Олешів, Антонівка, Нижнів.